# (3760) Poutanen
(3760) Poutanen (1984 AQ) – planetoida z pasa głównego asteroid okrążająca Słońce w ciągu 4,04 lat w średniej odległości 2,53 j.a. Odkrył ją Edward Bowell 8 stycznia 1984 roku.